# Gymnocalycium horstii subsp. buenekeri
Gymnocalycium horstii subsp. buenekeri ist eine Unterart der Pflanzenart Gymnocalycium horstii der Gattung Gymnocalycium aus der Familie der Kakteengewächse (Cactaceae). Das Epitheton buenekeri ehrt Rudolf Heinrich Büneker, einen Kakteensammler deutscher Herkunft aus Brasilien.

## Beschreibung
Gymnocalycium horstii subsp. buenekeri wächst in dichten Gruppen mit dunkel mattgrünen, abgeflacht kugelförmigen bis kurz zylindrischen Trieben, die bei Durchmessern von 10 Zentimetern und mehr Wuchshöhen von bis zu 15 Zentimeter erreichen. Die meist fünf breit gerundeten Rippen sind zwischen den Areolen seicht gekerbt. Die drei bis fünf, steifen, leicht gebogenen, anfangs hellgelben Dornen werden später dunkler braun. Sie sind bis zu 2,5 Zentimeter lang.
Die hell pfirsichrosafarbenen bis rosaroten Blüten sind bis zu 4,5 Zentimeter lang und weisen einen Durchmesser von 6,5 Zentimeter auf. Die grünen Früchte sind etwas zylindrisch bis eiförmig.

## Verbreitung und Systematik
Gymnocalycium horstii subsp. buenekeri ist im brasilianischen Bundesstaat Rio Grande do Sul verbreitet. 
Die Erstbeschreibung als Gymnocalycium buenekeri erfolgte 1978 durch G. J. Swales. Pierre Josef Braun und Andreas Hofacker stellten die Art 2002 als Unterart zur Art Gymnocalycium horstii.

## Nachweise